# 馬丁蜓狀鯰
馬丁蜓狀鯰，為輻鰭魚綱鯰形目甲鯰科的其中一種，為熱帶淡水魚，分布於南美洲奧里諾科河上游及黑河流域，體長可達6.7公分，棲息在底層水域，生活習性不明。

## 扩展阅读
維基物種上的相關：馬丁蜓狀鯰